# 赤血球分布幅

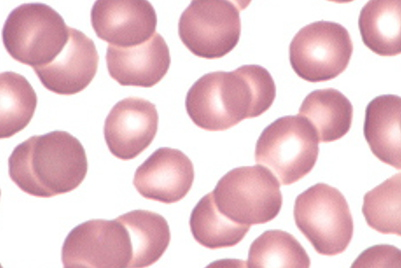
正常な赤血球：大小不同は目立たない。

赤血球分布幅（せっけっきゅうぶんぷはば、英語: Red Cell Distribution Width:RDW）とは、赤血球の容積のばらつきを表す指標であり、自動血球計数機で算出される。
赤血球容積分布幅、赤血球粒度分布幅と呼ばれることがある。
RDWの表現法としては、変動係数を用いるRDW-CV（単位は %）と、ピークの20 %の高さでの分布幅をもちいるRDW-SD（単位は fL）とがあるが、RDW-CVの方が広く用いられている。
RDWの高値は鏡検での赤血球大小不同に相当する。
RDWは赤血球指数と組み合わせて貧血の原因の鑑別に有用であり、特に小球性貧血において鉄欠乏性貧血とサラセミアの鑑別に有用とされる。
また、欠乏性貧血（鉄やビタミンの欠乏による貧血）において、RDWは貧血が顕在化しない早期から異常を示すことがしられている。
RDWは、ウィントローブが考案した赤血球指数（MCV、MCH、MCHC）には含まれていない。
しかし、米国では、自動血球計数機から出力される赤血球パラメータの一環として、平均値であるMCV、MCH、MCHCに加え、
値のバラツキの指標であるRDWも赤血球指数に含めることが多い。

## RDW-CV

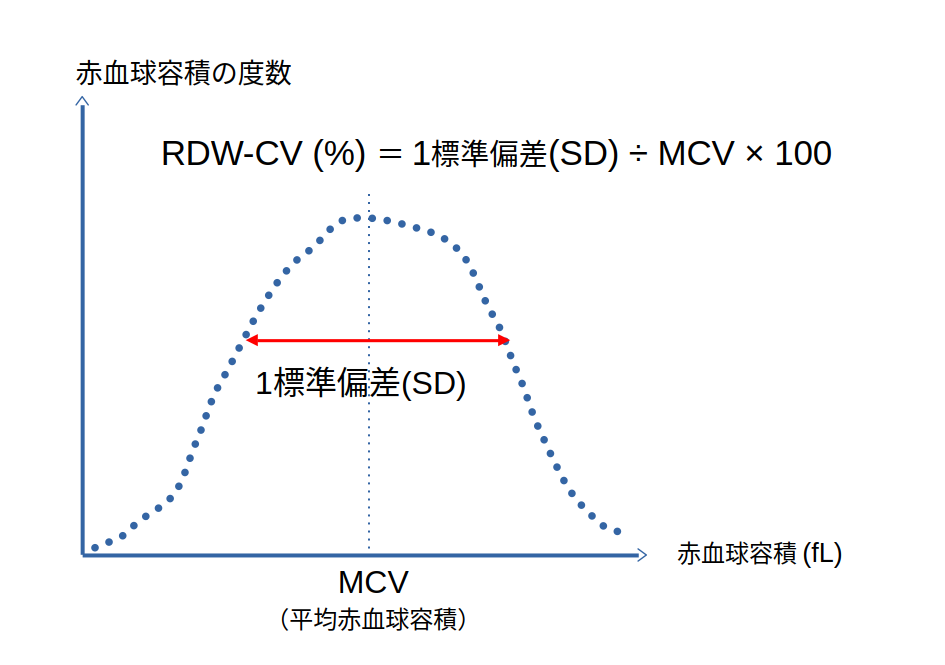
赤血球分布幅-CV　（RDW-CV）

RDW-CVは赤血球容積分布の変動係数（coefficient of variation：CV）であり、赤血球容積の平均と標準偏差から以下の式で計算される。
RDW-CV（%） ＝ （ 赤血球容積の標準偏差 ÷  平均赤血球容積(MCV) ）× 100 
平均赤血球容積（MCV）が低値または高値の場合、RDW-CVもそれに影響されて、小球性では大きめ、大球性では小さめに算出されることになる。

## RDW-SD

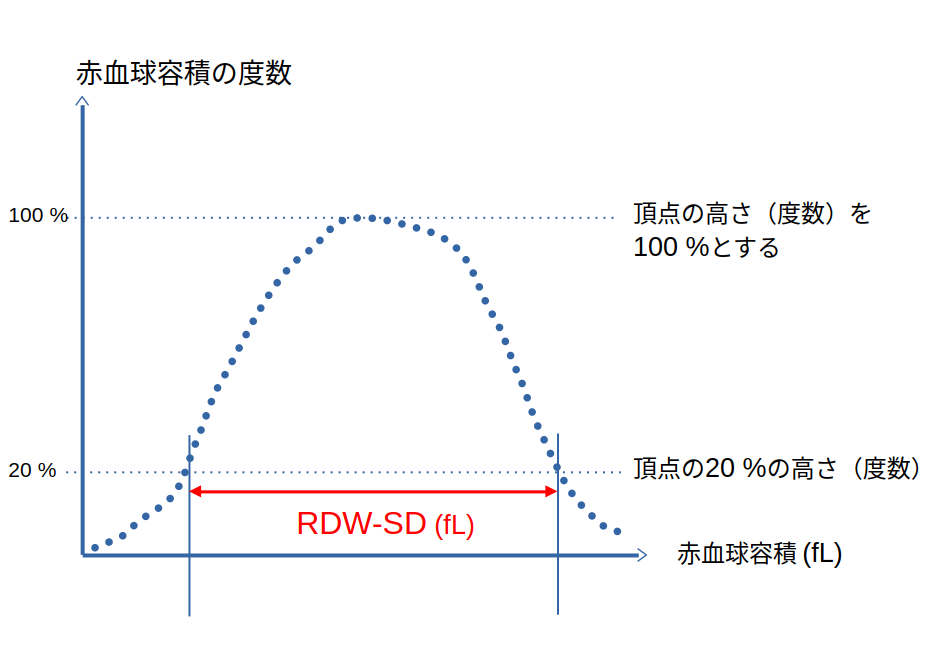
赤血球分布幅-SD　（RDW-SD）

RDW-SD（RDW-standard deviation）は、名称に標準偏差（standard deviation）が含まれるために誤解されがちであるが、実際には標準偏差を利用して計算する数値ではなく、
赤血球容積のヒストグラムのピークの20 %の高さにおける分布曲線の幅である。
RDW-SDはMCVには影響されない。また、RDW-SDはRDW-CVより広い範囲の赤血球容積を対象とする。
RDW-SDが46 fLを超えていれば赤血球大小不同があるとみなすことができる。

## RDW-CVとRDW-SD
RDW-CVは広く使用されており、RDWといえばRDW-CVを指すことが多い。
しかし、RDW-SDはMCVの影響を受けず、純粋に赤血球大小不同を反映するという利点があり、特に小球性（MCV低値）・大球性（MCV高値）を伴う病態で有用とされる。また、近年はRDW-SDのほうがRDW-CVよりも血液以外の病態の評価に優れていることを示唆する報告がある（肝臓疾患、心筋症、など）。

## RDWの基準値
RDWは自動血球計数機の機種の影響があるので、
報告値を判読する際は、検査を行った施設の基準値を参照する必要がある。
文献的には、健常人のRDW-CVは11-16 %、ないし、11-15 %とされる。
RDW-SDは39-46 fLと記載されている。
生理的変動
高齢者ではRDWは増加する傾向がある。新生児ではRDWは高値である。

## RDWの意義

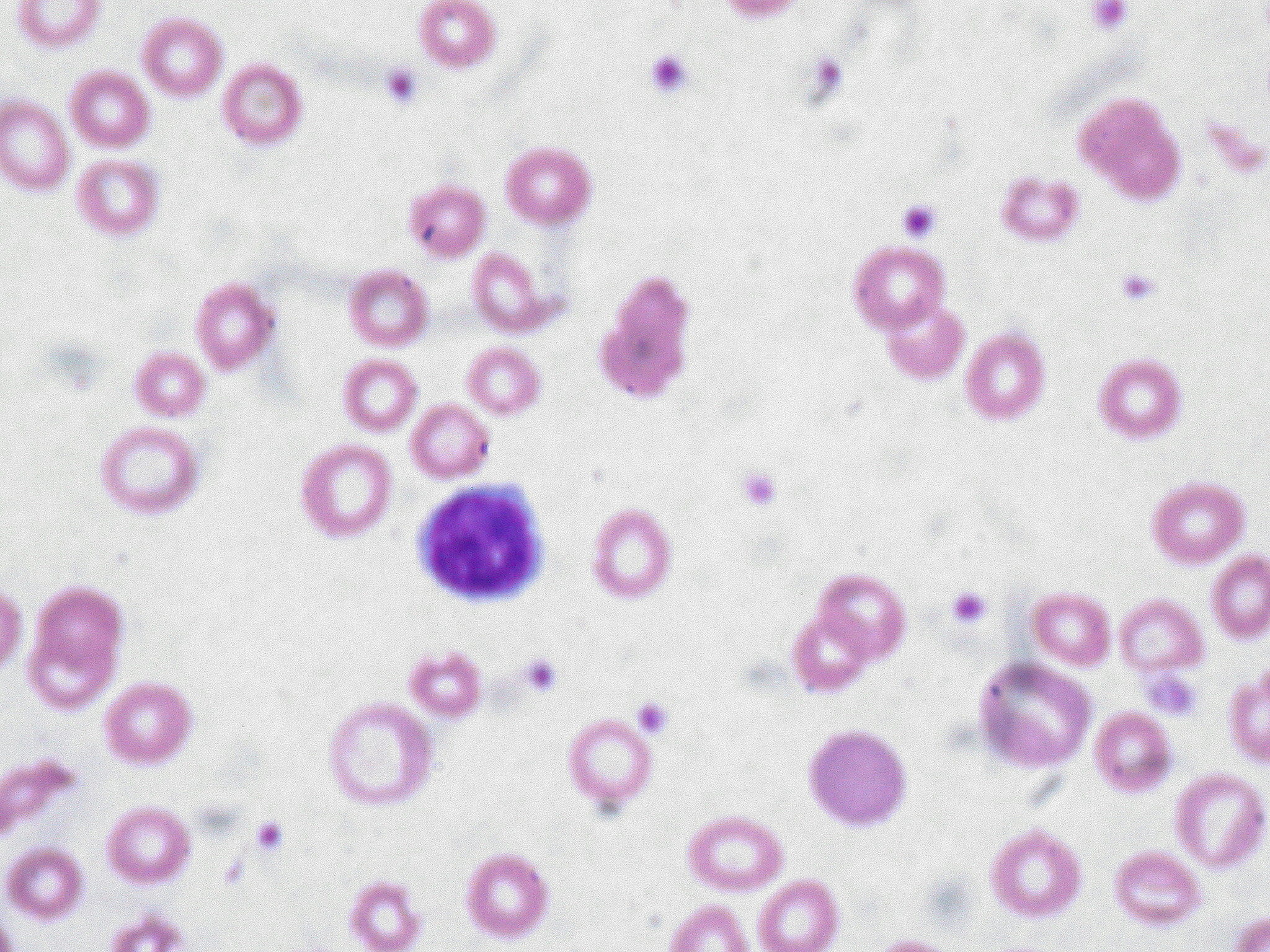
鉄欠乏性貧血：小球性であり、赤血球大小不同が目立つ。

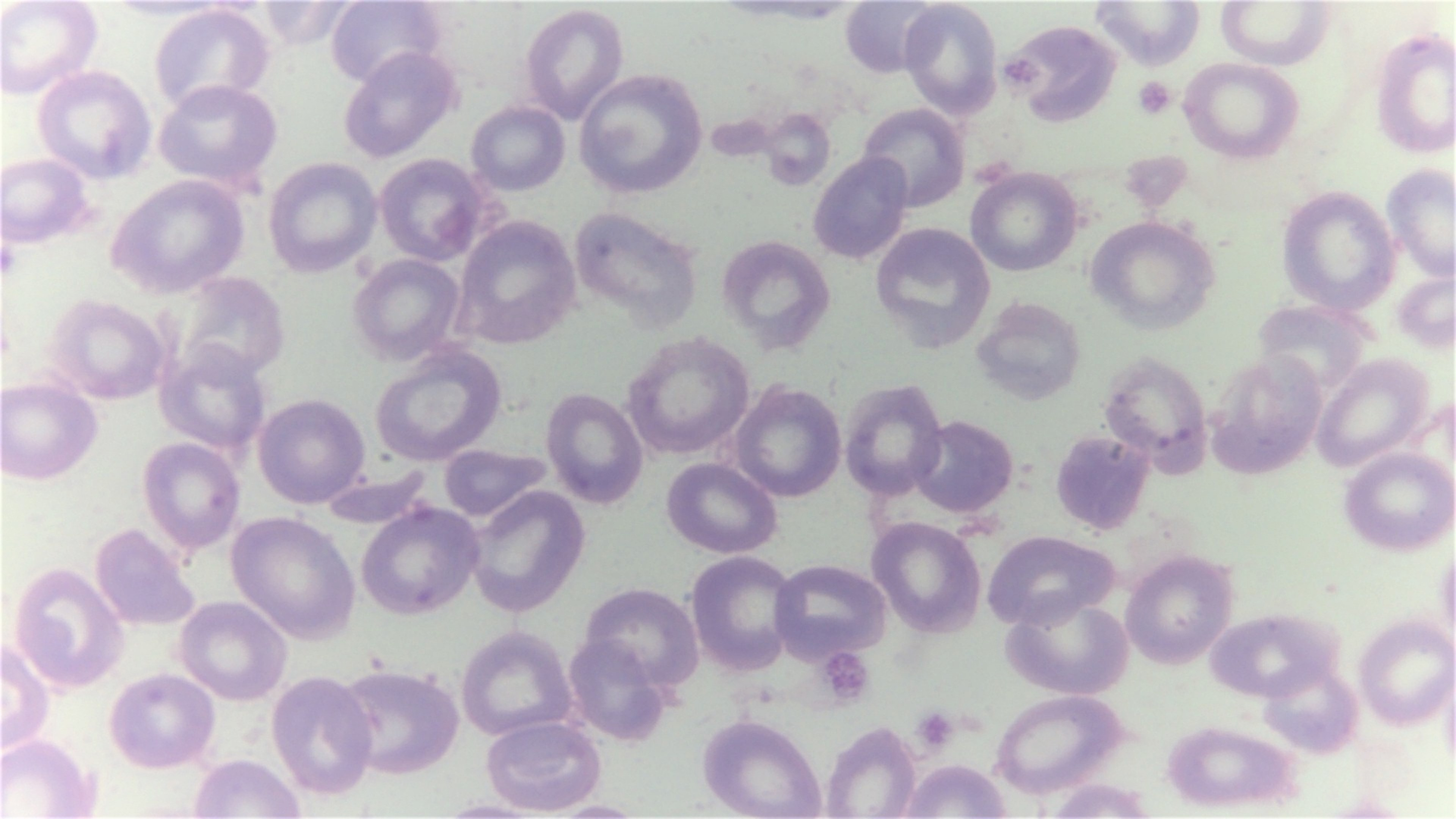
βサラセミア：小球性であるが、鉄欠乏性貧血に比し赤血球大小不同は目立たない。

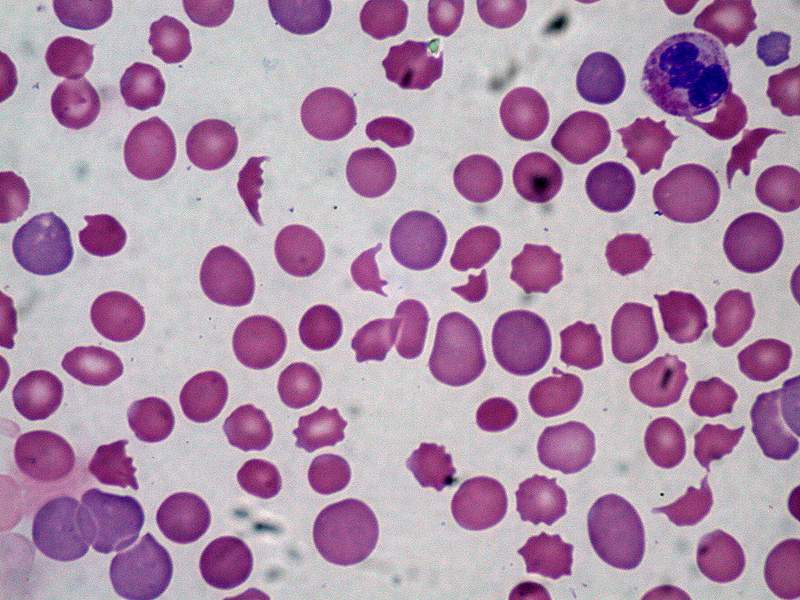
微小血管性溶血性貧血・DIC患者の血液：破砕赤血球、多染性赤血球（おおきな青みがかった赤血球、網赤血球）が見られ、赤血球の大小不同は著しい。

RDWは基本的に高値のみが問題になる。RDWが低下する（赤血球サイズが均等になる）病態は知られていない。

### RDWが上昇する病態
RDWが上昇するのは、主に、赤血球形成の亢進や異常であり、代表的な病態を以下に述べる。
欠乏性貧血（栄養性貧血）
鉄欠乏性貧血では小球性の赤血球、ビタミンB12欠乏性貧血と葉酸欠乏性貧血では大球性の赤血球がみられ、いずれにおいても、赤血球の大小不同が著しいため、RDWが高値となる。
網赤血球が増加する病態
出血の回復期、溶血性貧血、などでは成熟赤血球より大きな網赤血球が増加するため、RDWも高値となる。
慢性肝疾患・慢性アルコール症
大球性の赤血球の出現や赤血球大小不同がみられる。
血栓性微小血管症
血栓性血小板減少性紫斑病(TTP)、溶血性尿毒症症候群（HUS）、播種性血管内凝固症候群（DIC）、などでは、破砕赤血球や網赤血球の増加のため、RDWが高値となる。
最近の輸血
輸血された血液のMCVと輸血前のMCVに差があるとRDWが高値となる。

### RDWの臨床的有用性
RDWは、もっとも頻用される検査の一つである全血球計算施行時に
殆どの自動血球計数機で自動的に算出される検査値であり、
他の赤血球関連検査項目（赤血球数・ヘモグロビン・ヘマトクリット・赤血球指数）
のみでは得られない、赤血球形成に関する重要な情報を安価に得ることができる。
貧血の鑑別
RDWは貧血の鑑別に有用である（下表も参照されたい）。
たとえば、サラセミアと鉄欠乏性貧血はいずれも小球性（赤血球の径／容積が小さい）貧血をきたすが、サラセミアではRDWは通常正常であるのに対し鉄欠乏性貧血ではRDWが上昇、すなわち、赤血球の容積のばらつきが大きくなる。
血液疾患の早期発見
RDW上昇は貧血の早期の兆候でありうる。栄養欠乏性貧血ではヘモグロビン低下やMCVの異常（鉄欠乏性貧血の場合は低下、ビタミンB12や葉酸欠乏の場合は上昇）より前にRDWの高値が出現する。
その他、RDWの上昇は、破砕赤血球、赤血球凝集、などの存在を疑うきっかけとなる。
全身疾患
血液疾患以外においても、心臓血管疾患、静脈血栓症、癌、糖尿病、慢性閉塞性肺疾患、肝不全、腎不全、など広汎な病態において、赤血球の大小不同がみられる。さらに、RDWは心不全患者、心筋梗塞患者の予後不良と相関し、また、RDW高値は一般人口の全死亡の独立なリスク因子であると報告されている。
また高齢者において、RDW高値と死亡リスクや認知能力の障害との関連が報告されている。
RDWが疾病予後に関連する機序は不明であるが、RDWの増加は赤血球形成の異常や赤血球生存期間の異常と関連することから、根底に、不顕性の炎症などの各種の代謝異常の存在が疑われている。
| MCVとRDWによる血液疾患の分類 | RDW正常（均一分布）                                                                                        | RDW高値（不均一分布：大小不同）                                                                               |
| ---------------------------- | --- | --- |
| MCV低値 （小球性）           | サラセミア、慢性疾患の貧血の一部、鉛中毒                                                                   | 鉄欠乏性貧血、鉄芽球性貧血の一部、破砕赤血球                                                                  |
| MCV正常 （正球性）           | 急性失血、慢性疾患の貧血の一部、遺伝性球状赤血球症、慢性肝疾患の一部、慢性リンパ性白血病、慢性骨髄性白血病 | 初期の鉄欠乏・ビタミンB12欠乏・葉酸欠乏、骨髄線維症、鉄芽球性貧血の一部、鎌状赤血球症                         |
| MCV高値 （大球性）           | 慢性肝疾患の一部、骨髄異形成症候群の一部、甲状腺機能低下症、慢性アルコール症                               | ビタミンB12欠乏性貧血、葉酸欠乏性貧血、骨髄異形成症候群の一部、免疫性溶血性貧血（網赤血球増加）、寒冷凝集素症 |

### RDWの限界
RDWは有用な検査ではあるが、単独で疾患の診断につながるものではなく、全血球計算・末梢血塗抹検査などとあわせて判断する必要がある。
また結果値には検査装置の機種依存性があり、測定施設ごとの基準範囲を適用する必要がある。

## 関連する検査
自動血球計数機の普及前は、赤血球の大きさのばらつきを定量的に評価する場合には、赤血球の直径を目視で計測し、プライス・ジョーンズ曲線（横軸に赤血球径、縦軸に赤血球数）を作成していた。煩雑であることから、近年はほとんど使用されない。
末梢血塗抹検査における赤血球の大きさのばらつきについては、通常、観察者の主観により評価される。半定量的な評価法も存在するが、一般的ではない。